# Butuc (Ort)
Butuc ist ein osttimoresischer Ort im Suco Leber (Verwaltungsamt Bobonaro, Gemeinde Bobonaro). Er liegt an der Nordgrenze der Aldeia Butuc zum Suco Tapo, auf einer Meereshöhe von 1488 m. Westlich erhebt sich das Massiv des Tapos (1939 m), dessen Gipfel südwestlich liegt. Direkt beim Ort liegt westlich der Lolo Latua (1624 m).
Durch das Dorf Butuc führt die Überlandstraße, die den Ort Lolotoe mit dem Norden Osttimors verbindet. Nördlich liegt der Ort Oe-po. Eine kleine Straße führt nach Osten zum Dorf Holsa Taz, dem Hauptort des Sucos Leber. In Butuc befindet sich eine Grundschule.